# Fujiwara no Yoritada
Fujiwara no Yoritada (藤原頼忠, [[[924]] - 989] Erro: {{japonês}}: texto da transliteração contém caractere não latino (pos 17) (ajuda)), também chamado como  Suruga-kō e Sanjō-Daijin foi membro da corte e político durante o período Heian da história do Japão 

## Vida
Yoritada era membro do Ramo Ononomiya  foi o segundo filho de Saneyori com uma filha do tio dele Tokihira . Seu irmão mais velho da mesma mãe Atsutoshi morreu jovem.
Yoritada foi nomeado Udaijin em 971 e em 977 se tornou Sadaijin, e quando o seu primo, o Kanpaku (Regente) Fujiwara no Kanemichi estava em uma condição médica crítica, cedeu a posição para Yoritada, em vez de para seu irmão e rival Kaneie.
Duas de suas filhas foram Consortes, uma do Imperador En'yu e outra do Imperador Kazan, mas elas não tiveram nenhum filho. Yoritada dessa forma acabou tendo uma relação de sangue com os imperadores menor do que pretendia. Seu primo Kaneie conseguiu ser o avô do príncipe herdeiro Yasuhito ( Imperador Ichijo), e incentivou o Imperador Kazan a abdicar do trono para a ascensão de Ichijo. Quando isso ocorreu Yoritada foi aposentado de seu posto de Kampaku, e Kaneie tornou-se Sesshō de seu neto Ichijo. Yoritada foi nomeado Daijō Daijin em 978.
O poeta e membro da corte Fujiwara no Kintō foi seu filho.

| Precedido por Fujiwara no Saneyori  | -- 2º Líder dos Ononomiya Fujiwara (970 - 989) | Sucedido por Fujiwara no Sanesuke |
| Precedido por Fujiwara no Kanemichi | 15º Daijō Daijin (978 - 989)                   | Sucedido por Fujiwara no Kaneie   |
| Precedido por Minamoto no Kaneakira | 29º Sadaijin (977 - 978)                       | Sucedido por Minamoto no Masanobu |
| Precedido por Fujiwara no Koretada  | 50º Udaijin (971 - 977)                        | Sucedido por Minamoto no Masanobu |